# Feketemellényes szövőmadár
A feketemellényes szövőmadár (Euplectes nigroventris) a madarak (Aves) osztályának a verébalakúak (Passeriformes) rendjéhez, ezen belül a szövőmadárfélék (Ploceidae) családjához tartozó faj.

## Rendszerezése
A fajt John Cassin amerikai ornitológus írta le 1848-ban.

## Előfordulása
Afrika keleti részén, Kenya, Mozambik és Tanzánia területén és a hozzátartozó Zanzibár szigetén honos. Természetes élőhelyei a szubtrópusi és trópusi száraz gyepek, valamint szántóföldek. Állandó, nem vonuló faj.

## Megjelenése
Testhossza 10 centiméter, testtömege 11-14 gramm.

## Természetvédelmi helyzete
Az elterjedési területe nagyon nagy, egyedszáma pedig stabil. A Természetvédelmi Világszövetség Vörös listáján nem fenyegetett fajként szerepel.